# 奥尔滕附近旺根
奥尔滕附近旺根（德語：Wangen bei Olten，發音：[ˈvaŋən baɪ ˈɔltn̩]）是瑞士索洛图恩州的市镇，面积6.94平方千米，2018年12月31日人口为5,056人。